# Zgodovina Francije
Zgodovina Francije obravnava zgodovinski pregled dogajanja na ozemlju današnje celinske Francije.

## Galija
Meje današnje Francije so postavljene podobno, kot meje ozemlja Galcev, ki so bili Kelti. Rimljani so v 1. stoletju pr. n. št. zavzeli Galijo in prebivalci so kmalu sprejeli rimsko kulturo in jezik. Krščanstvo je prišlo v Galijo že v 2. in 3. stoletju n. št.

## Francija v zgodnjem srednjem veku
V 4. stoletju so Germani, predvsem Franki, vdrli in naselili vzhodna območja Galije ob Renu. Iz tega tudi izhaja staro ime 'Francie'. Ime Francija pa izhaja iz fevdalnega posestva Kapetingov, francoskih kraljev, okoli Pariza, ki se imenuje Île-de-France.
Čeprav mnogi datirajo začetek francoske monarhije v 5. stoletje, se je samostojen obstoj države začel z delitvijo Frankovskega cesarstva Karla Velikega na zahodni in vzhodni del. Iz vzhodnega dela je nastala Nemčija, iz zahodnega pa Francija.

## Francija v srednjem veku
Nasledniki Karla Velikega so vladali Franciji do leta 987, ko je bil Hugo Capet, vojvoda Francije in grof Pariza, okronan za kralja Francije. Njegovi nasledniki, začenši s kapetinško dinastijo, so vladali Franciji do leta 1792, ko je francoska revolucija uveljavila republiko z radikalnimi spremembami, ki so se začele leta 1789.

## Francija v 19. stoletju
Napoléon Bonaparte je leta 1799 prišel na oblast v republiki in se proglasil za cesarja. Njegova vojska se je udeležila mnogih vojn v Evropi, zavzela dosti držav in ustanavljala nova kraljestva z Napoléonovimi sorodniki na oblasti. Po Napoléonovem porazu, so v Francijo ponovno uvedli monarhijo, a so jo ukinili z začetkom Druge republike. Druga republika se je končala, ko je bil za predsednika izvoljen Louis-Napoléon, Napoléonov nečak, ki je proglasil Drugo cesarstvo. Louis-Napoléona (Napoléon III.), ki ni bil tako ambiciozen kot stric, so kmalu odstavili in Francija je ponovno postala republika (Tretja francoska republika).

## Moderna Francija
Čeprav je bila Francija zmagovalka v obeh svetovnih vojnah, so jo prizadele izgube bogastva, velikega dela imperija, delovne sile in statusa prevladujoče narodne države. Leta 1958 so v Franciji sprejeli novo ustavo, po kateri ima predsednik velika pooblastila (Peta republika), ki ni klonila nestabilnosti, kot prejšnji parlamentarni režimi.
V zadnjih desetletjih sta se sprava in sodelovanje med Francijo in Nemčijo izkazali ključnega pomena za ekonomsko združitev Evrope tudi za uvedbo evra januarja 1999.
Danes je Francija v ospredju držav, ki želijo zagon uvedbe skupne evropske valute izkoristiti za nadgradnjo Evropske unije v bolj združen in sposoben evropski politični, obrambni in varnostni aparat.